# Albert Bogen
Albert Bogen, ungarisch Albert Bógathy (* 8. April 1882 in Kikinda; † 14. Juli 1961 in Budapest) war ein Fechter, der sowohl für Österreich als auch für Ungarn bei Olympischen Spielen antrat.

## Leben
Albert Bogen nahm 1912 an den Olympischen Spielen in Stockholm teil, mit der österreichischen Mannschaft der Säbelfechter erreichte er das Finale gegen die Ungarn, das die Österreicher mit 11-5 verloren. Albert Bogen, Rudolf Cvetko, Friedrich Golling, Otto Herschmann, Andreas Suttner, Reinhold Trampler und Richard Verderber gewannen die Silbermedaille. Im Einzelwettbewerb schied Bogen in der zweiten Runde aus.
Albert Bogen war Offizier der k. u . k.-Armee. Nach dem Ersten Weltkrieg nahm Bogen die ungarische Staatsangehörigkeit an und wechselte seinen Namen später in Bógathy. Bei den Olympischen Spielen 1928 in Amsterdam war er Mitglied der ungarischen Degenfechtermannschaft, die in der Vorrunde gegen die Vereinigten Staaten und Ägypten ausschied.
Albert Bogen gehört mit dem norwegischen Segler Eugen Lunde und dem deutschen Hockeyspieler Erwin Keller zu den wenigen olympischen Medaillengewinnern, deren Kind und Enkel ebenfalls Medaillengewinner wurden. Die 1906 geborene Tochter Erna Bogen gewann 1932 Bronze mit dem Florett. Sie heiratete 1938 Aladár Gerevich, den mit sieben olympischen Goldmedaillen bei den Olympischen Spielen von 1932 bis 1960 erfolgreichsten olympischen Fechter überhaupt. Beider Sohn Pál Gerevich gewann 1972 und 1980 Bronze mit dem Säbel.